# Тел
Тел (множина: телови; хебр. תֵּל [], арап.  [] – тал) је типско археолошко налазиште на узвишењима са заравнаним врхом и благим падинама, и означава место на којем је сконцентрисан људски живот, мануфактура и трговина, а које је временом било заборављено и затрпано.
Реч је стручни појам у археологији настао током истраживања истока, те је за налазишта овог типа позајмљена реч из арапског језика (تَل [tall] – изговара се тал) у значењу ‚брег’ или ’хумка’.

## Опис
Технички, тел је вештачки брег стваран од неколико генерација људи који су живели и градили на истом месту. Током векова од нагомиланих остатака и рушевина висина расте, формирајући одређени нагиб.
Вишеслојна археолошка налазишта, која већином започињу још са праисторијским културама а завршавају у античком периоду настајала су на стратешким положајима, поред мочвара и река, на посебним узвишењима у пределу. Вода је нарочито представљала важан ресурс за све културе, па је њена доступност допринела за настајање насеобина на падинама телова, који су временом прерасли у повеће хумке.
Телова има на целом свету, али су веома типична за блискоисточна археолошка налазишта, на местима настанка и преклапања прастарих култура. У јеврејској традицији се на пример назив Тел толико укоренио да се у Израелу користи и у именима данашњих градова и места, попут Тел Авив (име града је први користио ционист Теодор Херцл у својој визији будуће израелске државе у делу „Стара земља, Нова земља” објављеном 1902. године). Обично се назив неких блискоисточних градова везује за један од телова у близини и тако настају топоними са суфиксом тел.

## Блиски исток и Африка
Најпознатији телови су у Египту, Ираку, Сирији и Израелу, на местима најстаријих људских култура као што су Месопотамска, Староегипатска. У прилог дуге настањености подручја које се на истоку протеже до долине Индуса говори упечатљив број од око 50.000 телова који су нађени. Неки од тих телова су:
- Тел Абу Хабах (сумерски, Сипар), у Ираку
- Тел Абу Хурејра, месопотамски; овде су пронађени најранији трагови земљорадње
- Тел Абу Сахреин (Ериду) у Ираку
- Тел Арква, настањен од неолита, поменут у Амарна-списима, данас: Либан
- Тел Аштарта, древни град такође поменут у списима из Амарне, данас: Сирија
- Тел ес-Султан (Јерихон), брег висок 21 m у коме су археолози пронашли не мање него 23 насеља изграђена на рушевини једно других; у Палестини
- Тел ел-Амарна (староегипатски Ахет-Атон): један од најпознатијих староегипатских налазишта, али тел је само у имену, због оближњег села које се зове Ет-Тил
- Тел ед-Даба (староегипатски Хут-варет, Аварис на грчком), у Египту
- Тел Халаф, налазиште неолитске Халафске културе у Сирији.

## Телови у Европи и у Србији
Распрострањење овог феномена се не ограничава само на исток, те се на запад протеже од Медитерана све до централне Европе. Материјал телова који би настали у равници не би бивао разношен, него користећи се њиховом стратешком висином на њих је изнова грађено, да би временом, кроз вековну употребу места настала права земљано-камена цитадела. Аналогија ових су наменски подигнута земљана утврђења – земљане утврде.
Турска реч за тел је хојук (тур. höyük) или старотурски тепе (тур. tepö, tepü) – као у имену археолошког локалитета Чатал Хојук. На Балкану (у Македонији, Бугарској, Тесалији у Грчкој) остаци старих некропола, тумула које се локално зову могиле такође су тел-типа. Исто тако и неке громиле Караново културе у Бугарској.
У Србији, археолошка налазишта Гомолава, Градина на Босуту, Чуруг - Стари Виногради, локалитет Стара Сарча код Шурјана, вишеслојно налазиште Мокрањске стене код Неготина, брег Хинга код Носе у Хајдукову су мање-више типични телови.